# ジュニア・ホイレット
デイヴィッド・ウェイン・"ジュニア"・ホイレット（David Wayne "Junior" Hoilett, 1990年6月5日 - ）は、カナダ・ブランプトン出身のサッカー選手。スコティッシュ・プレミアシップ・アバディーン所属。カナダ代表。ポジションはミッドフィールダー。
ジャマイカにルーツを持つ。

## 経歴

### クラブ
ブラックバーン・ローヴァーズFCのユースチームでキャリアをスタートさせ、2007年、ドイツのSCパーダーボルン07にレンタル移籍した。2008年2月のキッカーズ・オッフェンバッハ戦でプロデビューした。5月18日、ボルシア・メンヒェングラートバッハ戦でプロ初ゴールを記録した。
2009年夏にブラックバーンに復帰。2009-10シーズン開幕戦のマンチェスター・シティFC戦で念願のトップチームデビューを果たした。
2012年7月27日、クイーンズ・パーク・レンジャーズFCに移籍。
2016年6月26日、カーディフ・シティFCにフリーで加入。
2021年8月19日、レディングFCと1年契約を結んだ。
2023年9月14日、バンクーバー・ホワイトキャップスに移籍した。
2024年2月16日、アバディーンFCに移籍した。

### 代表
2015年10月13日に開催されたガーナ代表とのフレンドリーマッチでカナダ代表デビュー。2017年7月20日、CONCACAFゴールドカップ準々決勝のジャマイカ代表戦で初ゴールを決めた。

## 代表歴

### 出場大会
- カナダ代表
  - 2022 FIFAワールドカップ

### 試合数
- 国際Aマッチ 63試合 16得点（2015年-）[12]

| カナダ代表 | 国際Aマッチ | 国際Aマッチ |
| 年         | 出場        | 得点        |
| ---------- | ----------- | ----------- |
| 2015       | 3           | 0           |
| 2016       | 7           | 0           |
| 2017       | 7           | 1           |
| 2018       | 3           | 2           |
| 2019       | 8           | 6           |
| 2020       | 0           | 0           |
| 2021       | 12          | 4           |
| 2022       | 14          | 1           |
| 2023       | 9           | 2           |
| 2024       |             |             |
| 通算       | 63          | 16          |